# Etnias de Yemen

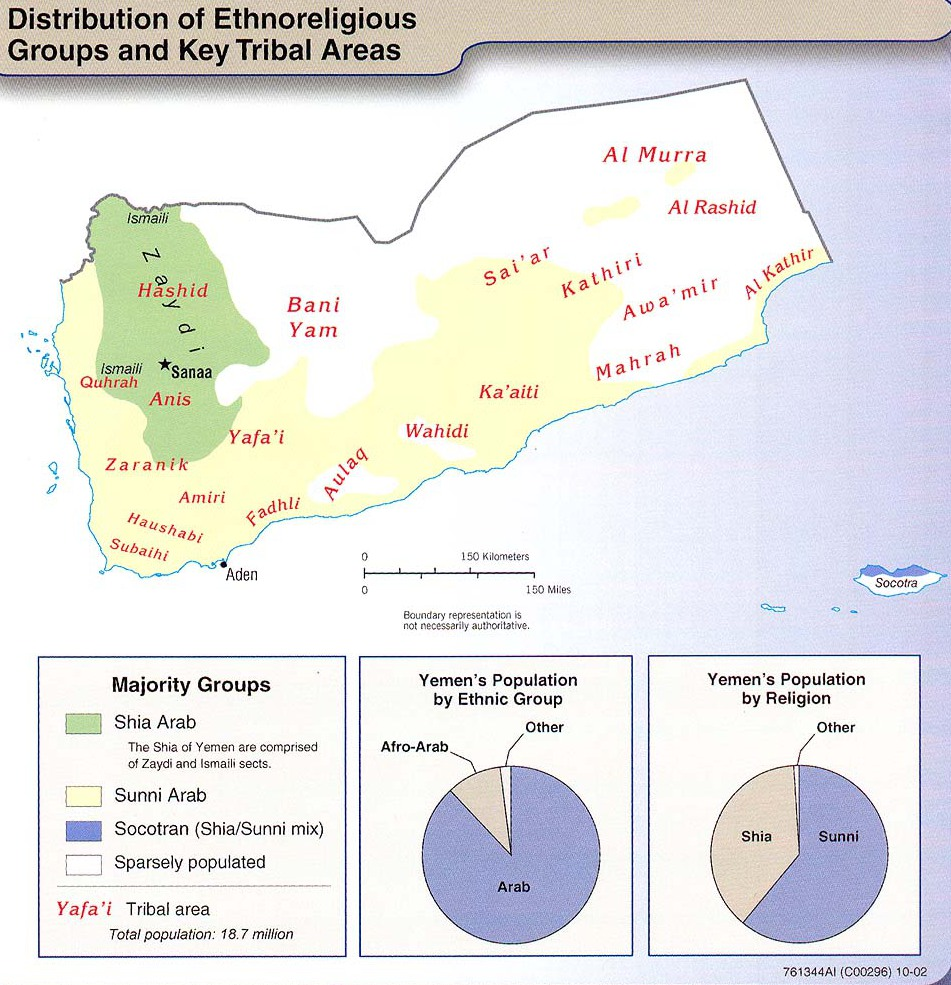
Mapa étnico de Yemen

Según World Population, en Yemen había, en 2019, 29.388.000 hab., con una densidad de 53,5 hab/km². La población urbana era del 35,2%, con un máximo en la capital, Saná, de 3,937.000 hab. Ciudades como Taiz, Al Hudayda y Aden tienen en torno a 500.000 hab. La mayor parte de los yemeníes es de origen árabe; no obstante, es una sociedad fuertemente tribal, con cerca de 400 tribus zaidinas o zaidíes en el norte y grupos de castas hereditarias en las zonas urbanas, sobre todo akhdam (sirvientes), confinados en los arrabales de las grandes ciudades. Hay de 10.000 a 30.000 turcos viviendo en Yemen a raíz de la colonización otomana, y una amplia comunidad de judíos yemeníes.
Una parte considerable de yemeníes son de origen persa, y hay unos 100.000 yemeníes de origen indio viviendo en las partes meridionales del país, en Al Hudayda, Moca, Lahij, Al Mukalla y Adén. Numerosos miembros destacables de la comunidad hadramita de Singapur, Malasia e Indonesia son de ascendencia árabe de la región de Hadramaut, al este de Yemen, donde hay unas 1.300 tribus.

## Etnias

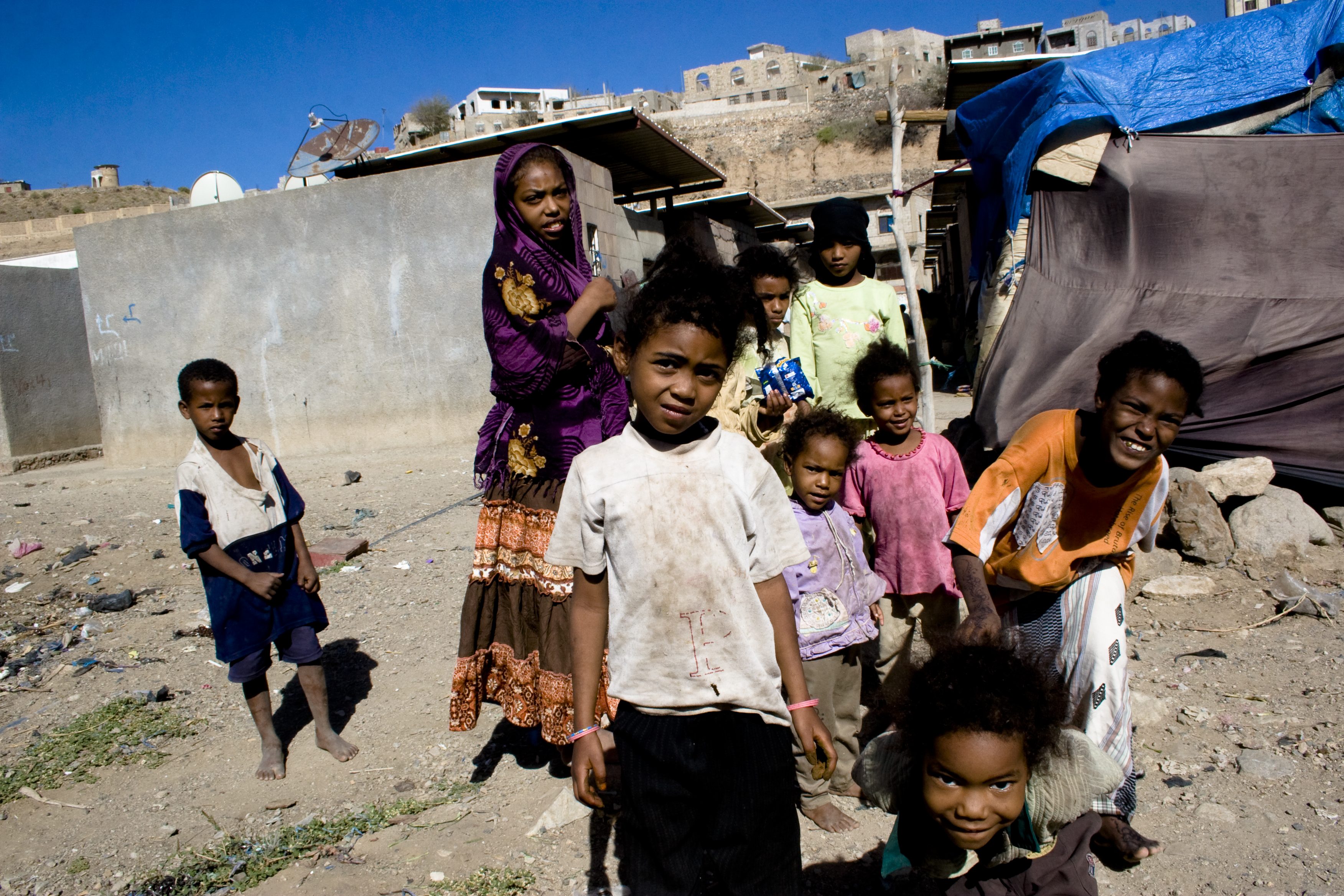
Niños de la etnia akhdam en un barrio de Taiz.

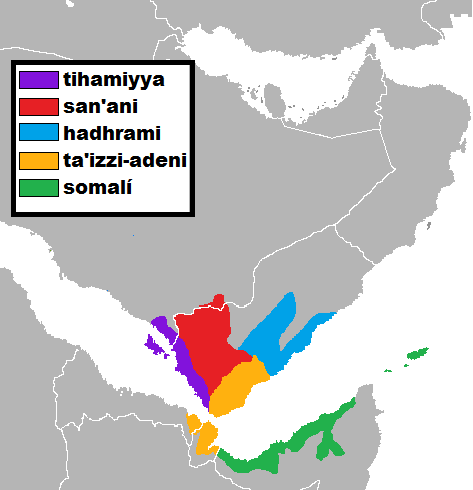
Dialectos del árabe yemení

### Árabes
Los árabes son descritos como un pueblo nativo de Arabia Saudí que habla una rama específica de las lenguas semíticas. Aunque el idioma árabe es una lengua semita, no se debe confundir con el concepto semita que se atribuye actualmente a los judíos, aunque árabes y judíos estén emparentados. En el sur de la península arábiga habitaban diversos pueblos semitas, entre los cuales se encontraban los hebreos. El islam parece en la península en el siglo VII y muchos árabes se instalan en Yemen, llegando a dividirse en las alrededor de 1700 tribus o clanes actuales. La mayoría vive en ciudades fortificadas con edificios altos, cuidadosamente decorados. Muchos nómadas se han establecido en pueblos de las montañas donde cultivan cereales, café, dátiles y verduras de todo tipo. Unos 13 millones hablan el árabe ta'izzi-adeni; unos 12 millones hablan el árabe san'ani; unos 1,5 millones hablan el árabe hadhramí, y más de 4 millones hablan el árabe tihamiyya.
- Hutíes. Más de 12 millones. Hablan el árabe san'ani.[4] Son una rama de la tribu de Banu Hamdan, que procede del clan de los sabeos del antiguo reino de Saba. Viven en el norte de Yemen, en las gobernaciones de Sa'dah y 'Amran. Se llaman a sí mismo Ansar Alá, 'partidarios de Dios', y son reconocidos también como un grupo insurgente zaidí chiita, una escuela de pensamiento dentro del chiismo, aunque no todos los zaidíes son chiitas.[5]

- Hadramitas. Más de 1,5 millones. Viven en la Gobernación de Hadramaut, al este de Yemen. Más de la mitad de agrupan en ciudades construidas en los profundos valles de la región, con sistemas de riego tradicionales. El resto practican el nomadismo. Tuvieron un sultanato independiente que se extendió hasta Somalia en el siglo III. En su actual región hay unas 1.300 tribus y los conflictos tribales dieron lugar a una diáspora que les hizo extenderse por el Cuerno de África y otros países. Hablan el árabe hadhramí.

- Al-Akhdam o ajdamíes. No se conoce su número, aunque podrían superar el millón e incluso alcanzar los 3 millones. Son un subgrupo marginal que representa la casta más baja de otra época entre los árabes, divididos en cuatro castas: sayyid, los ricos descendientes del nieto de Mahoma; qatani, miembros de las tribus; shafi'ite, artesanos y mercaderes, y akhdam, esclavos o sirvientes. Estos eran los marginados, excluidos en otro tiempo de todo tipo de instrucción y obligados a vivir en zonas marginales de la sociedad. Más oscuros de piel que los árabes de otros grupos, viven en los arrabales de las ciudades y realizan todo tipo de trabajos.[6] Se dice que proceden de las tropas nilótico-sudanesas que acompañaban a los abisinios durante la última ocupación de Yemen antes del Islam. La sociedad yemení no acepta el matrimonio con miembros de este grupo, lo que los aísla todavía más.[7]

- Tihamiyyas. Más de 4 millones de personas que hablan el árabe tihamiyya viven en la llanura costera de Tihama, frente al mar Rojo, donde hay ciudades como Al Hudayda, Moca y Zabid, con una notable influencia africana.

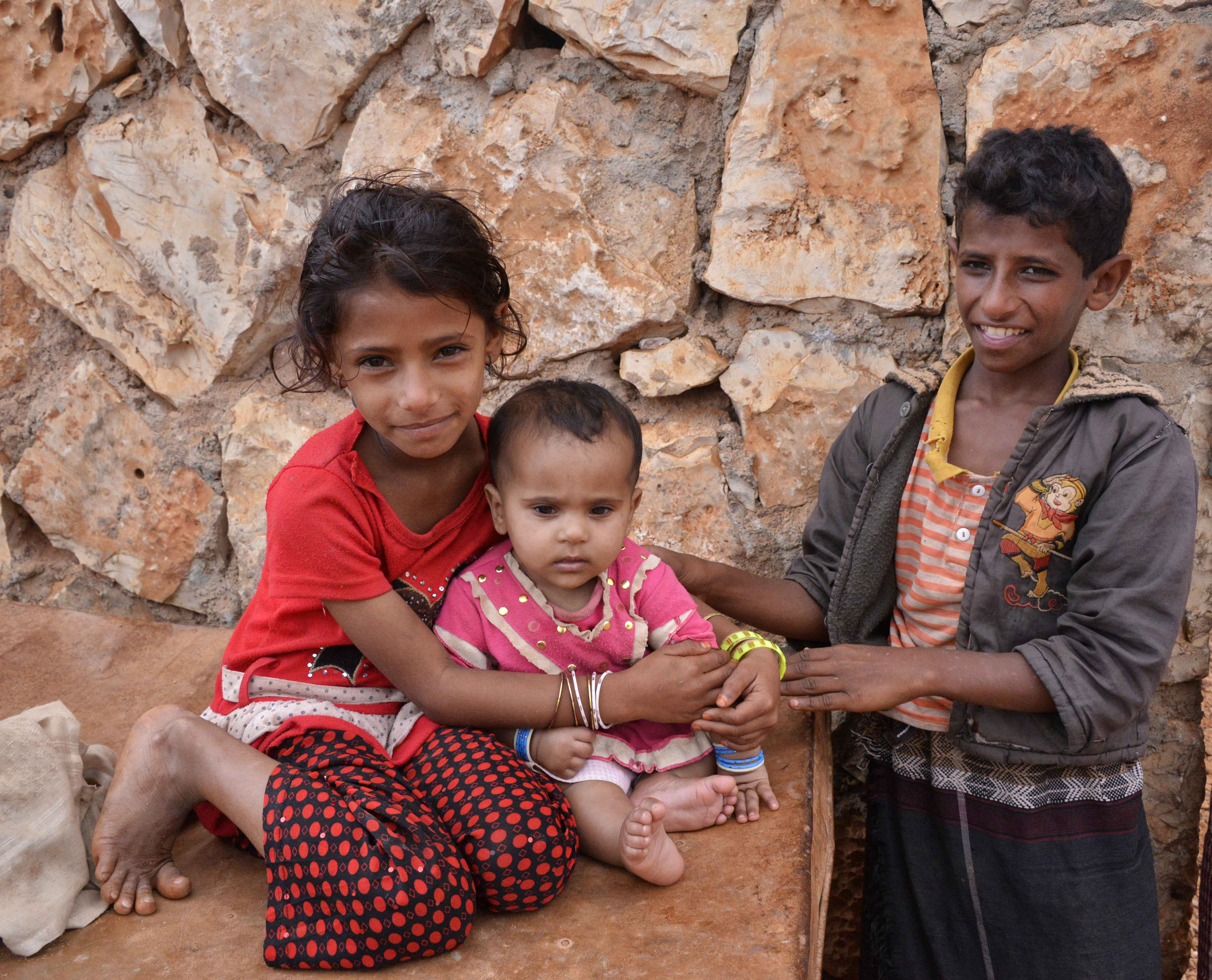
Niños socotríes

### Socotríes
Los socotríes viven en la isla de Socotra. Más de cien mil. Musulmanes suníes en un cien por cien, son principalmente árabes pero creen ser una mezcla de griegos, portugueses, africanos y árabes. Lo cierto es que análisis mitocondriales han mostrado influencias árabes, del sudoeste de Asia y algo de África, pero también un largo aislamiento. Los portugueses ocuparon la isla entre 1507 y 1511- En la década de 1880, el sultán de la isla aceptó la protección británica para el sultanato, que se extinguió en 1967, cuando pasaron a formar parte de Yemen. Las montañas Hajhir ocupan el interior de la isla; en la costa son pescadores y a veces encuentran perlas. En el interior son beduinos seminómadas, con rebaños de ovejas, cabras y vacas. En ambos casos tienen camellos que se usan como bestias de carga y proveen de carne, piel y leche, así como burros. La dieta básica es arroz, pescado (en la costa) y carne de oveja y cabra. Hablan el idioma socotrí.

### Judíos yemeníes
Los judíos yemeníes se conocen con el nombre de teimanim. Hoy día se llama teimanim a quienes vivieron en Yemen, porque, en 1949, durante la Operación Alfombra Mágica, más de 50.000 judíos, casi la totalidad de la población, fueron trasladados el recién creado estado de Israel. Suelen describirse como pertenecientes a los judíos mizrajíes, aunque difieren de otros grupos mizrajíes en que han adoptado la liturgia sefardí. En marzo de 2016, después de 67 años, 19 judíos yemeníes fueron evacuados a Israel desde la ciudad de Raida, a 80 km al norte de Saná. Otros 50 judíos se quedaron en esa misma ciudad de Yemen. En mayo de 2016 llegó al aeropuerto de Ben Gurión otro grupo de 17 judíos yemeníes con una Torá de unos 800 años de antigüedad. En el pueblo de Raida seguían quedando en 2016 un grupo de judíos, más otros cinco clanes que viven en un recinto amurallado en Saná.

## El conflicto étnico

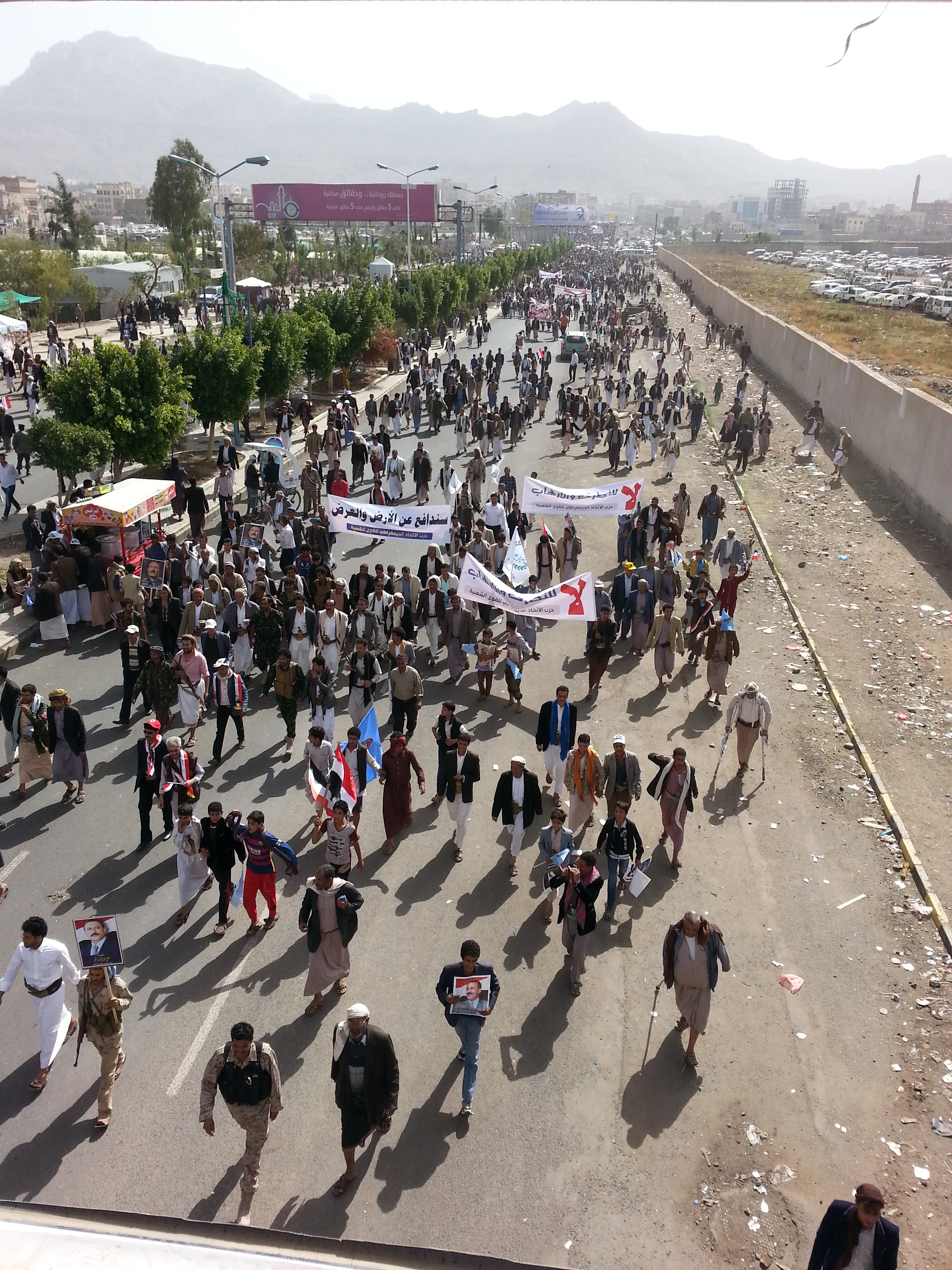
Manifestación contra la intervención saudí en Saná, en 2016.

El punto de partida de la Guerra civil yemení se encuentra en la antigua división del país en dos mitades: Yemen del Norte (República Árabe de Yemen), con capital en Saná, y Yemen del Sur (República Popular de Yemen), con capital en Adén. La primera surge con la caída del Imperio otomano. La segunda fue una colonia británica, luego un protectorado y finalmente un estado marxista. En 1990, ambas se unen para formar la República de Yemen, de la que es nombrado presidente el zaidí Alí Abdalá Salé, que ya lo era de Yemen del Norte y que permanece en el poder hasta 2011, cuando una revuelta popular, la llamada Revolución yemení exige la dimisión del dictador. La pobreza extrema en que vive gran parte del país deriva en protestas violentas que dan lugar a una guerra civil complicada por estados y grupos tribales con sus propios intereses. Arabia Saudí interviene para ayudar a los suníes del sur y lo mismo hace Irán con los zaidíes chiitas del norte. El resultado es una guerra étnica y religiosa de los zaidíes contra el gobierno suní de Abd Rabbuh Mansur al-Hadi.

## Refugiados
Debido a la guerra, 3 millones de yemeníes habían abandonado sus casas en 2019 y 22 millones necesitaban ayuda humanitaria. Muchos refugiados han huido a Omán, Arabia Saudí, Yibuti, Etiopía, Somalia y Sudán. En Omán había, en 2017, más de 50.000 refugiados yemeníes. Ese mismo año, Yemen sufría la peor epidemia de cólera de la historia, con más de 1 millón de afectados.
A finales de 2018, había 2,551.517 yemeníes afectados por la guerra que habían abandonado sus hogares, de los que 264.369 era refugiados y 2.144.718 eran desplazados. En agosto de 2019, había 24,1 millones de personas necesitadas de ayuda, de ellas 14,4 millones necesitaba protección, 3,65 millones eran desplazados, 1,28 millones retornados y 274.428 refugiados de otros países, principalmente de Somalia (250.653) y Etiopía (14.638). La mayoría de refugiados se encontraban en Adén (136.717), Saná (111.080) y Lahij (15.973).